# Prescott Bush
Prescott Sheldon Bush (Columbus, 15 de maio de 1895 — Nova Iorque, 8 de outubro de 1972) foi senador dos Estados Unidos pelo Estado de Connecticut e banqueiro da Wall Street junto com Brown Brothers Harriman. Ele foi o pai do ex-presidente dos EUA George H. W. Bush e avô do ex-presidente dos EUA George W. Bush.
Prescott Bush nasceu em Columbus, Ohio, filho de Flora Sheldon e de Samuel Prescott Bush, um executivo da rede ferroviária e depois, presidente de uma companhia siderúrgica. Durante a Primeira Guerra Mundial, trabalhou para o governo como responsável pela coordenação de contratos com grandes fabricantes de armamentos.
Em 1913, entrou para a Universidade Yale, assim como, anteriormente, seu avô James Smith Bush (turma de 1844, fundador da sociedade secreta Wolf's Head) e seu tio Robert E. Sheldon Jr. (classe de 1904). Em 1933, ele fez parte de uma conspiração para derrubar o governo de Franklin Delano Roosevelt em parceria com a Heinz.
Em Yale, Prescott Bush foi admitido na fraternidade Zeta Psi e na sociedade secreta Skull and Bones. George H. W. Bush e George W. Bush também são membros dessa sociedade.